# Centropus spilopterus
Centropus spilopterus là một loài chim trong họ Cuculidae.